# آرمين مايفيس
آرمين مايفيس (بالألمانية: Armin Meiwes)‏ فني الكمبيوتر الألماني الذي أعترف بقتل وأكل رجل في أوائل عام 2001 يدعي ارماندو برينديس (بالإنجليزية: Armando Brandes)‏ مهندس من برلين حيث التقى به بعد أن أعلن على مواقع الإنترنت أنه يطلب "شابا قوي البنية ما بين الثامنة عشر والثلاثين، للذبح ثم قال مايفيس بعد ذلك إنه قتله برضا الأخير، غير أن ما يزعم من هذا "التراضي في الفعل" لم يهدئ من حالة الاشمئزاز التي أصابت الشعب الألماني.

## القاء القبض عليه
تم القاء القبض عليه في ديسمبر 2002 بعد ابلاغ للشرطة من طالب جامعي قال انه رأي إعلان للقتل. وبعد التحريات قاموا بالقاء القبض عليه .

## روابط خارجية
- آرمين مايفيس على موقع IMDb (الإنجليزية)
- آرمين مايفيس على موقع إن إن دي بي (الإنجليزية)
- آرمين مايفيس على موقع قاعدة بيانات الفيلم (الإنجليزية)